# Station d'altitude de Bokor
Pour les articles homonymes, voir Bokor (homonymie).
La station d'altitude de Bokor (en khmer : កស្ថានីយភ្នំបូកគោ Kosthany Phnom Bokor ; Bokor signifie en khmer la « bosse du zébu ») est une ancienne station climatique française abandonnée située sur une falaise à 1 000 mètres d'altitude dans le parc national de Preah Monivong (appelé aussi parc national de Bokor), au sud du Cambodge et à l'ouest de la ville de Kampot. 

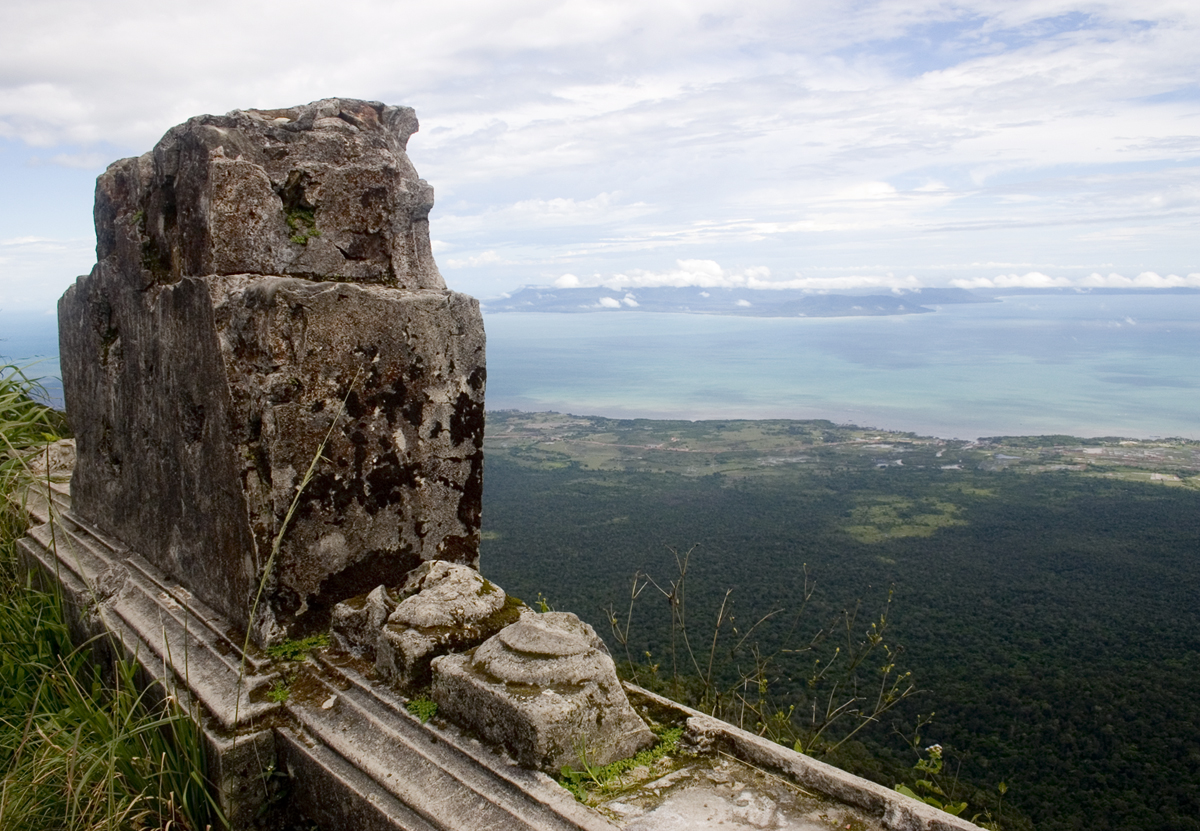
Vue imprenable depuis la falaise sur la ville de Kampot ainsi que sur le golfe de Thaïlande et sur les îles vietnamiennes de Phú Quốc.

Cette station climatique d'Indochine de l'époque coloniale a été conçue comme un lieu de détente et de villégiature idéal pour les colons français, puis pour la haute société khmère, afin de leur offrir un refuge contre la chaleur et l'insalubrité générale de Phnom Penh. Le plateau, accessible après 33 km de route de montagne, a été abandonné par deux fois au cours des conflits d'Indochine.
Les vestiges du Bokor Palace ont servi de cadre à la scène finale du film City of Ghosts (2002), film avec Matt Dillon et Gérard Depardieu, ainsi qu'à la majeure partie de l'action du film sud-coréen de 2004 R-Point.
Le site est très populaire auprès des Cambodgiens et des touristes étrangers. À 6 km au nord-ouest, se trouvent les chutes de Popokvil, autre attraction très prisée.

## Climat
Les promoteurs de la station climatique de Bokor mettent en avant la douceur de son climat (20 à 25 °C le jour, 15 à 20°C la nuit) et vantent la beauté sauvage de ses paysages avec ses gorges profondes et ses cascades assourdissantes, enfuies sous une jungle inextricable. Mais ils oublient de mentionner que les trois-quarts de l'année, d'avril à décembre, le Bokor est noyé sous la pluie et plongé dans une brume épaisse.

## Histoire
À la suite de la Première Guerre mondiale, l'Administration coloniale française cherche des moyens pour éviter les rapatriements en congé de ses ressortissants par la création d'un réseau de stations d'altitude en Indochine, parmi lesquelles Sa Pa, Mẫu Sơn, Tam Đảo ou encore Đà Lạt au Vietnam, Tranninh au Laos, et notamment Bokor au Cambodge.

### 1917, les explorations de la Montagne de l'Éléphant

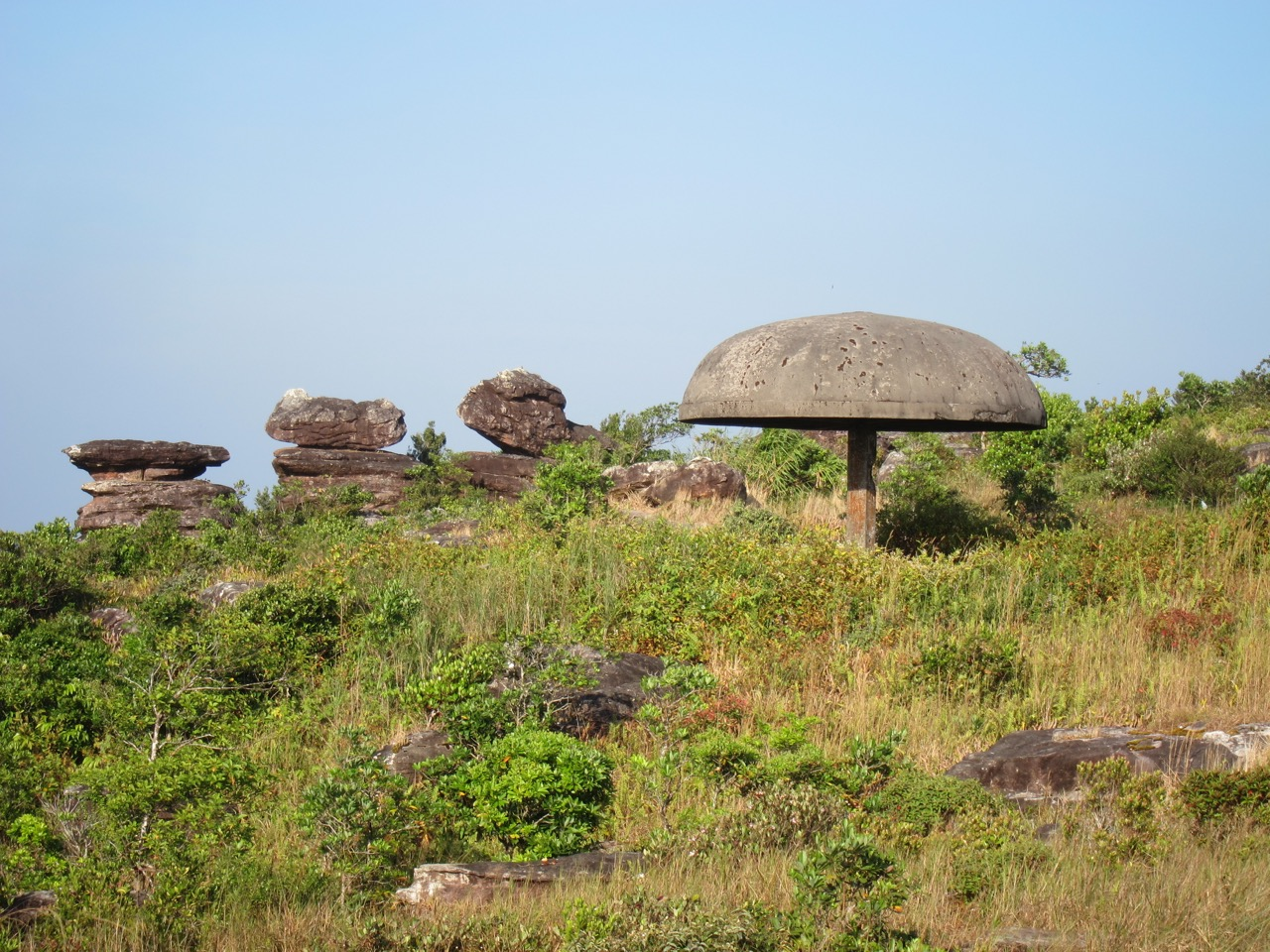
Parasol en béton datant des années 1960.

En avril 1917, sous l'impulsion du Résident supérieur Marius François Baudouin, « l'inventeur » du Bokor, les premières explorations visant à l'installation d'un sanatorium sont menées  sur la  chaîne de l'Éléphant (en) (Phnôm Damrey Roméal). « La montagne étonne par l'étrangeté de ses paysages et de ses rares habitants. Et  d'abord, quels étaient ce bonze et ces nonnes annamites ignorés de tous, qui dissimulaient depuis des années leur retraite sur ces cimes désertes, disputant aux fauves les cavernes pour y dresser leurs autels ? ». Un poste forestier d'observation est installé en juin aux « cascades », à Popokvil. La construction des 33 km de la route d'accès débute en fin d'année 1917.

#### «L'affaire» du Bokor
Pendant les neuf premiers mois de l'année 1920, 881 forçats indigènes perdirent la vie (soit de trois à quatre par jour) au cours de la construction de la route du Bokor dans cette région de montagne tropicale isolée. Marguerite Duras s'inspirera des terribles conditions de travail au Bokor dans Un barrage contre le Pacifique. N'ayant reculé devant aucune dépense ni devant l'utilisation de prisonniers, à la suite de l’affaire du meurtre du Résident Bardez au cours d'une collecte forcée des impôts, le Résident Supérieur Baudouin verra son nom accolé à « l’affaire du Bokor » dans les journaux anticolonialistes et à la Chambre des députés.

### 1925, la station climatique française du Bokor

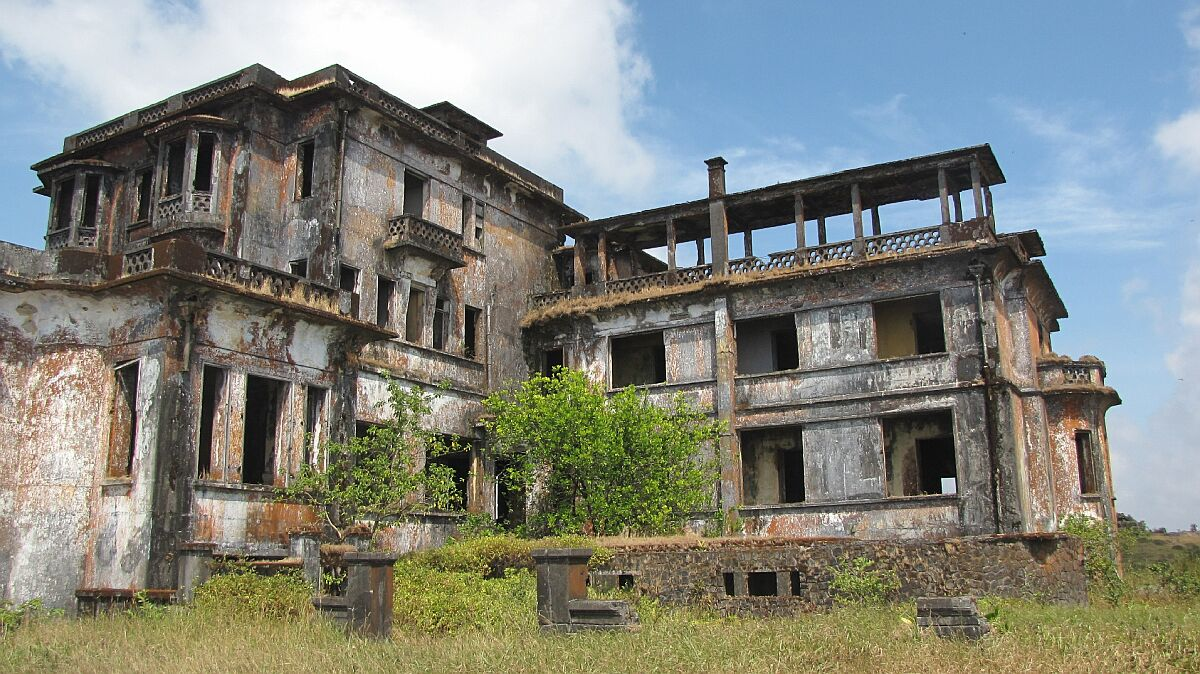
Vestiges du Bokor Palace inauguré en 1925.

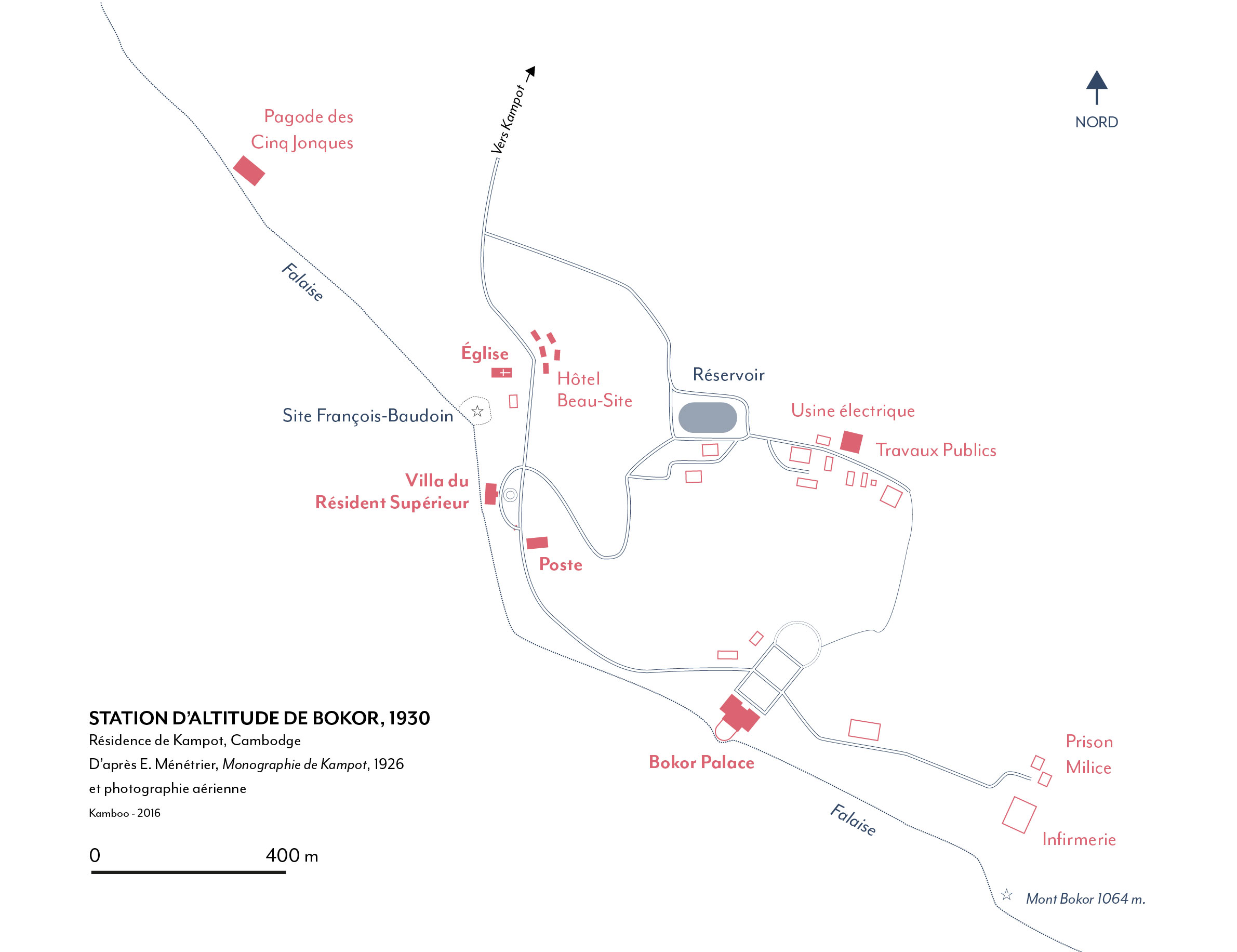
Plan de la station du Bokor en 1930.

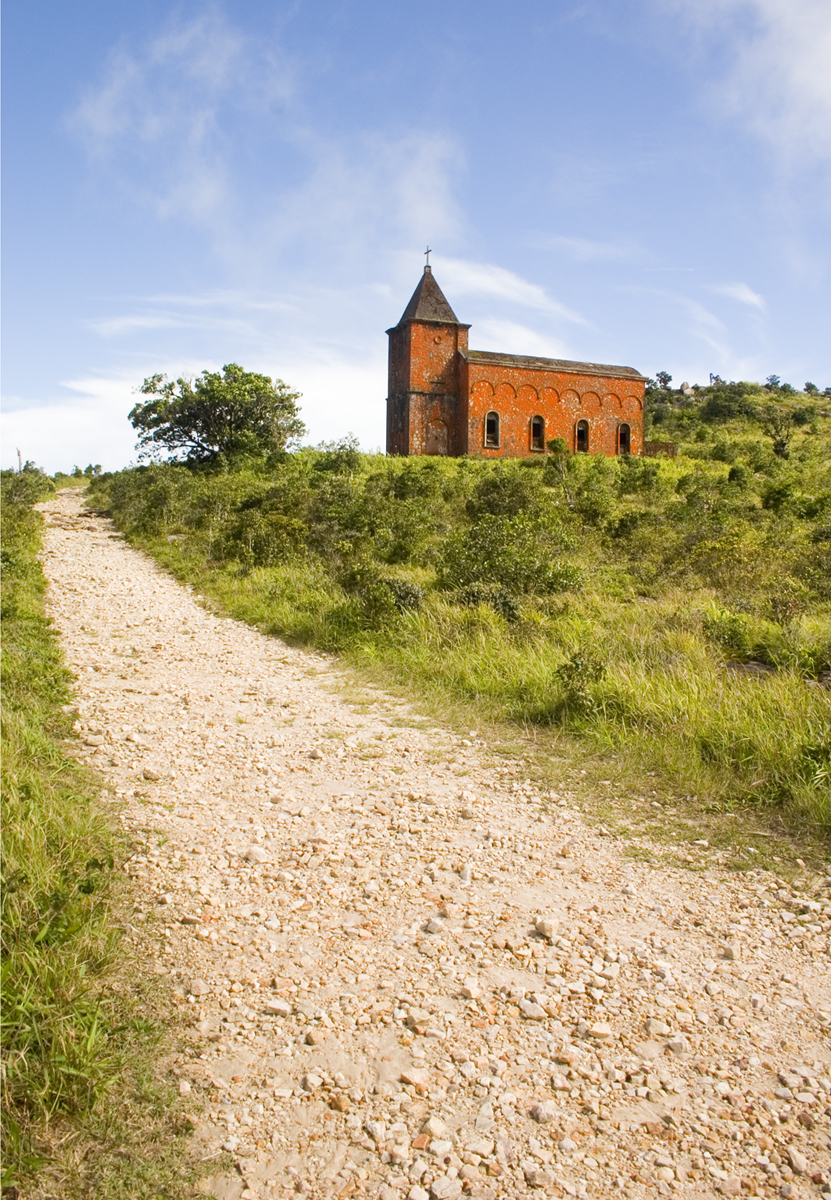
L'église catholique.

La pièce maîtresse de cette station de villégiature pour les colons français était le Bokor Palace, imposant bâtiment de style Art déco, inauguré en grande pompe le jour de la saint Valentin, le 14 février 1925,. Il comptait à l'origine 38 chambres et 42 employés (6 coolies, 2 blanchisseurs, 1 pâtissier...) et, contrairement à une légende tenace, ne disposait pas de salle de jeu. En effet, le casino ne sera créé que dans les années 1960 dans un des hôtels nouvellement construits autour du lac. L'ancienne Maison des Passagers, ensemble de bungalows provisoires, est reconverti en annexe pour bourses modestes du palace sous le nom d'Hôtel Beau-Site.

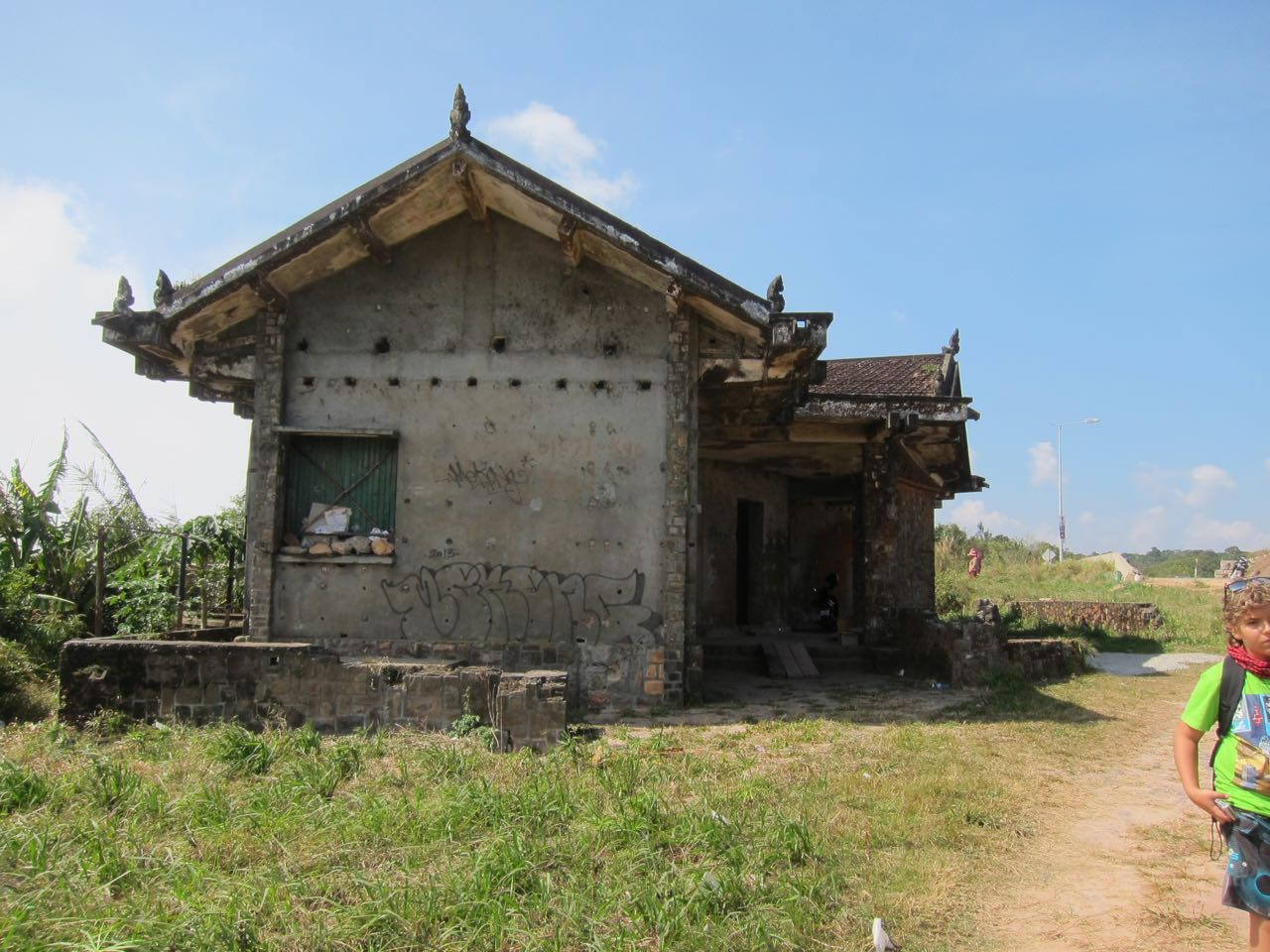
Le Palais Noir au km 22 construit en 1936.

L'ensemble était complété par un bureau de poste et télégraphe, une usine électrique, une villa pour le Résident Supérieur du Cambodge et une station agricole au Val d’Émeraude chargée de fournir les touristes en légumes et fruits « de France ».   
L'église du Mont Bokor est consacrée le 18 mars 1928 en présence du vicaire apostolique MgrJean-Claude Bouchut et du Résident général Le Fol. Auparavant, une maison de repos des Missions étrangères de Paris avait été construite.   

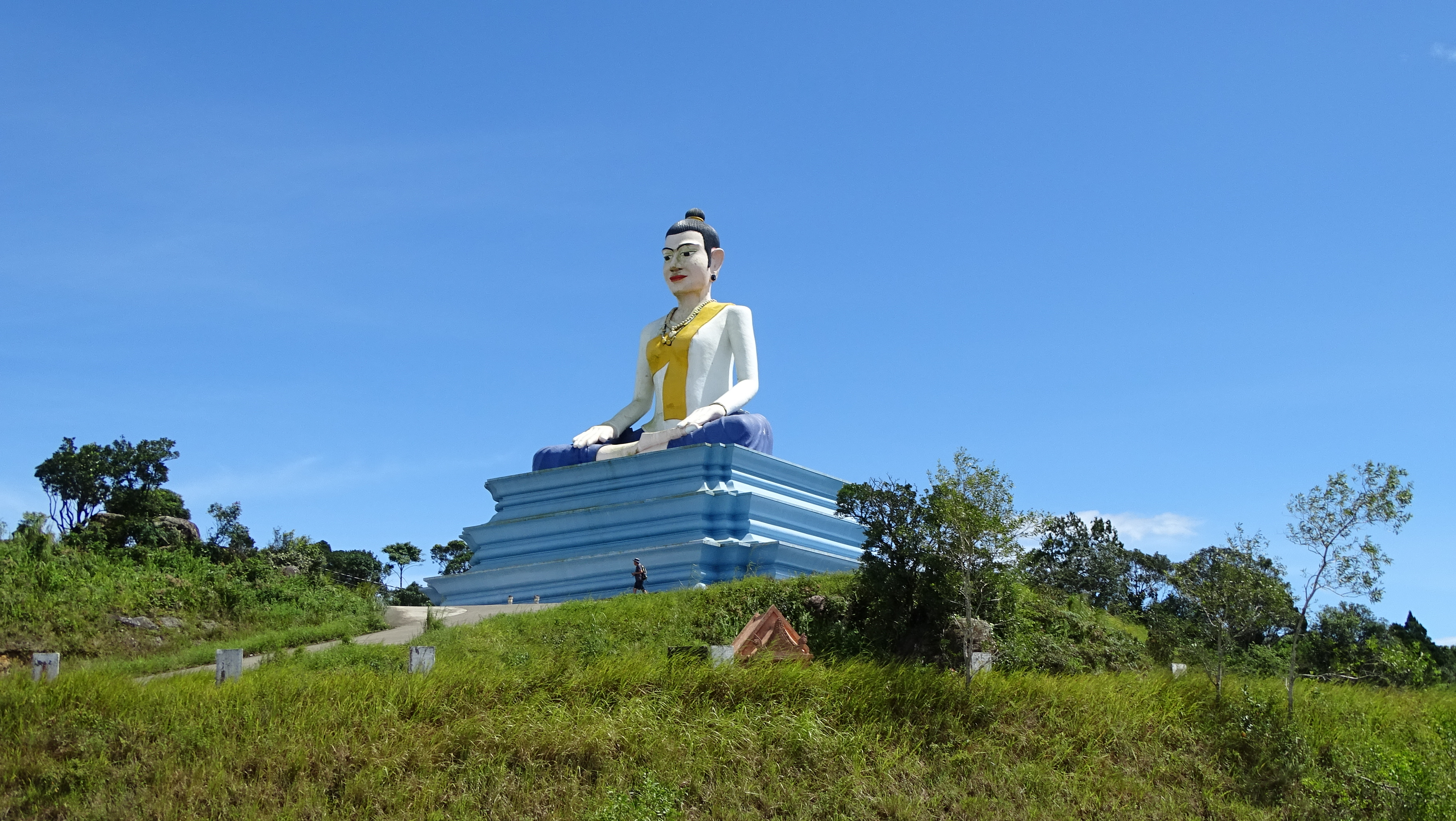
Statue bouddhiste de Yeay Mao.

En 1936, le Palais Noir (Damnak Sla Khmao) est édifié au km 22, sur le site de l'ancien chalet du Résident de Kampot, pour servir de résidence au roi du Cambodge Sisowath Monivong qui y décédera le 23 avril 1941. 
Il est de nos jours surplombé par la gigantesque statue bouddhiste peinte de Lok Yeay Mao (la Grand-mère).

#### L'échec de la station
De nombreuses critiques s'étaient élevées sur le coût faramineux de la station, réclamant pour la Cambodge « moins de palais et un peu plus de chemins de fer » ainsi que sur le choix d'un des sites les plus pluvieux d'Indochine et envahi régulièrement par le brouillard. 
Les bâtiments sont rapidement dégradés. Lors de la visite du gouverneur général Alexandre Varenne en novembre 1925, à peine 10 mois après son ouverture, le palace doit être déjà restauré.
En novembre 1928, un chasseur de passage note de façon prémonitoire : « Toute cette cité, produit d'un rêve de mégalomane sombre dans l'isolement, s'effrite à la pluie et entre lentement dans l’oubli. Quinze ans encore, dix ans peut-être et le touriste ira visiter les ruines du Bockor. Le palace est fermé malgré la bonne saison et l'Administration est en procès avec son gérant fatigué d'attendre une clientèle impossible ».
Et l'écrivain français Paul Morand de conclure que « le Bokor Palace tient de la casemate du préau de prison, de l’école en vacances désertée même par le pion, de la caserne pendant les manœuvres ou du casino après la saison ».

### 1950, premier abandon du Bokor
La station du Bokor est abandonnée une première fois à la fin des années 1940 pendant la guerre d'Indochine à cause d'une insurrection locale menée par les Khmer Issarak, ou plutôt après avoir été totalement détruite par les guérilleros Viet-Minh. Les bâtiments sont incendiés et la villa du Résident Supérieur du Cambodge est entièrement détruite. 

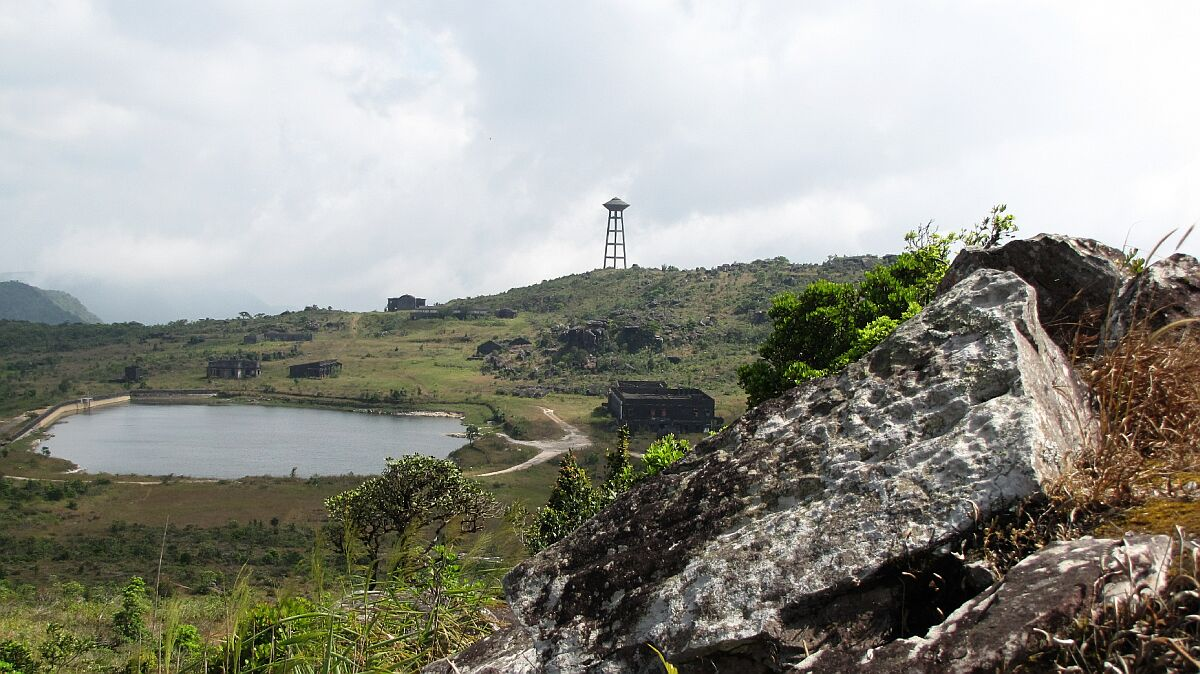
Le plateau du Bokor et son réservoir. En fond, le château d'eau construit en 1962.

### 1962, la Cité du Bokor de Norodom Sihanouk

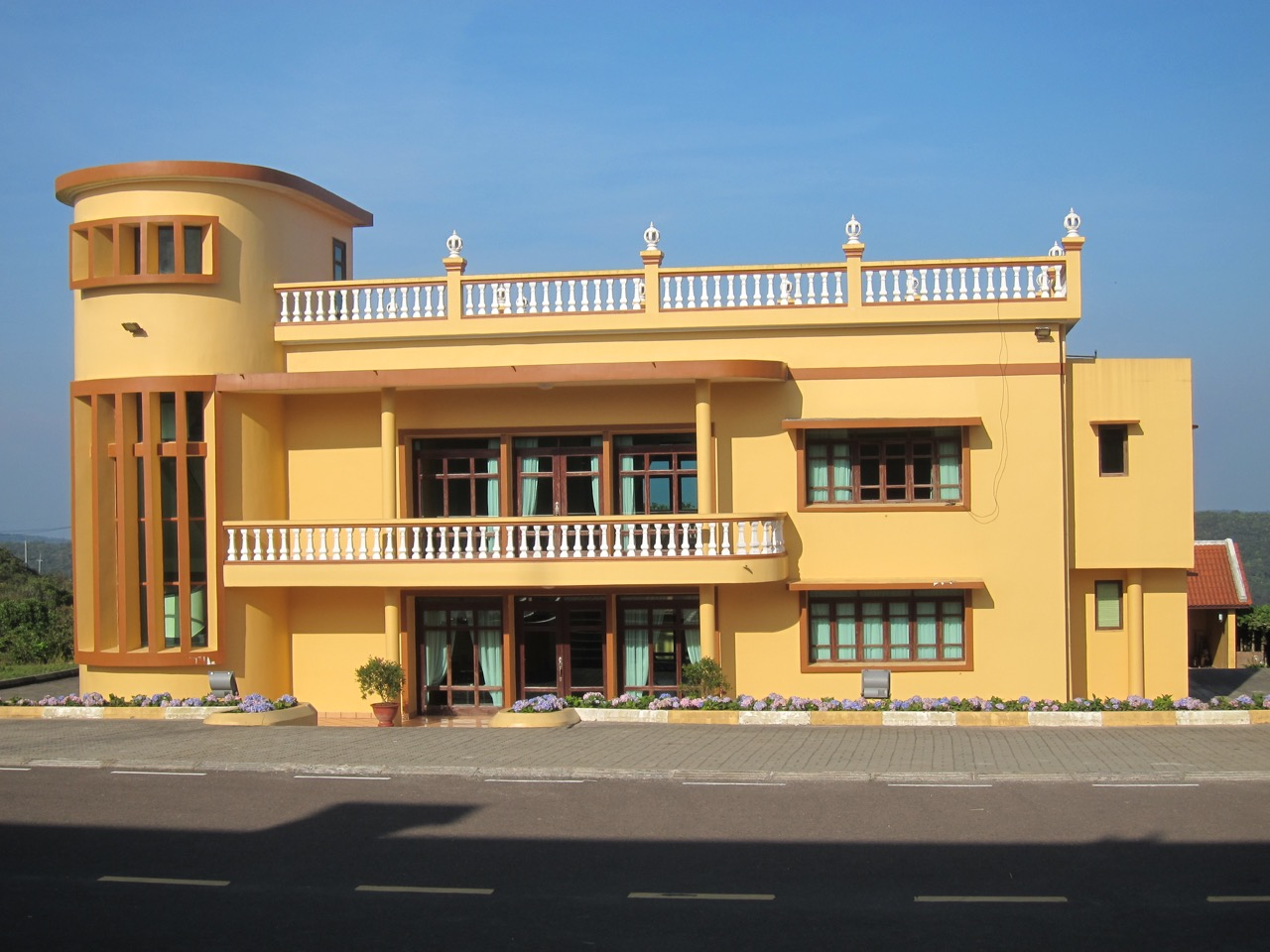
La mairie du Bokor, ancienne résidence du roi Monivong.

Après l'indépendance du Cambodge, le Bokor est reconstruit par Norodom Sihanouk. La nouvelle « Cité de Bokor » est inaugurée en janvier 1962. 
En 1967, Bokor est une des quatre municipalités légalement reconnues au Cambodge avec Phnom Penh, Kep, Sihanoukville et Kirirom, outre 20 centres urbains, dans un pays essentiellement rural. 

Elle comprend de nouveaux bâtiments dont un nouveau château d'eau de forme futuriste. L'ancienne résidence du roi Monivong est transformée en mairie. Une « Auberge Royale » ou « Chalet d'État », précédée d'une arche en brique sert à recevoir les hôtes étrangers. En 1969, ses appartements de grands luxe sont à la disposition des touristes. 

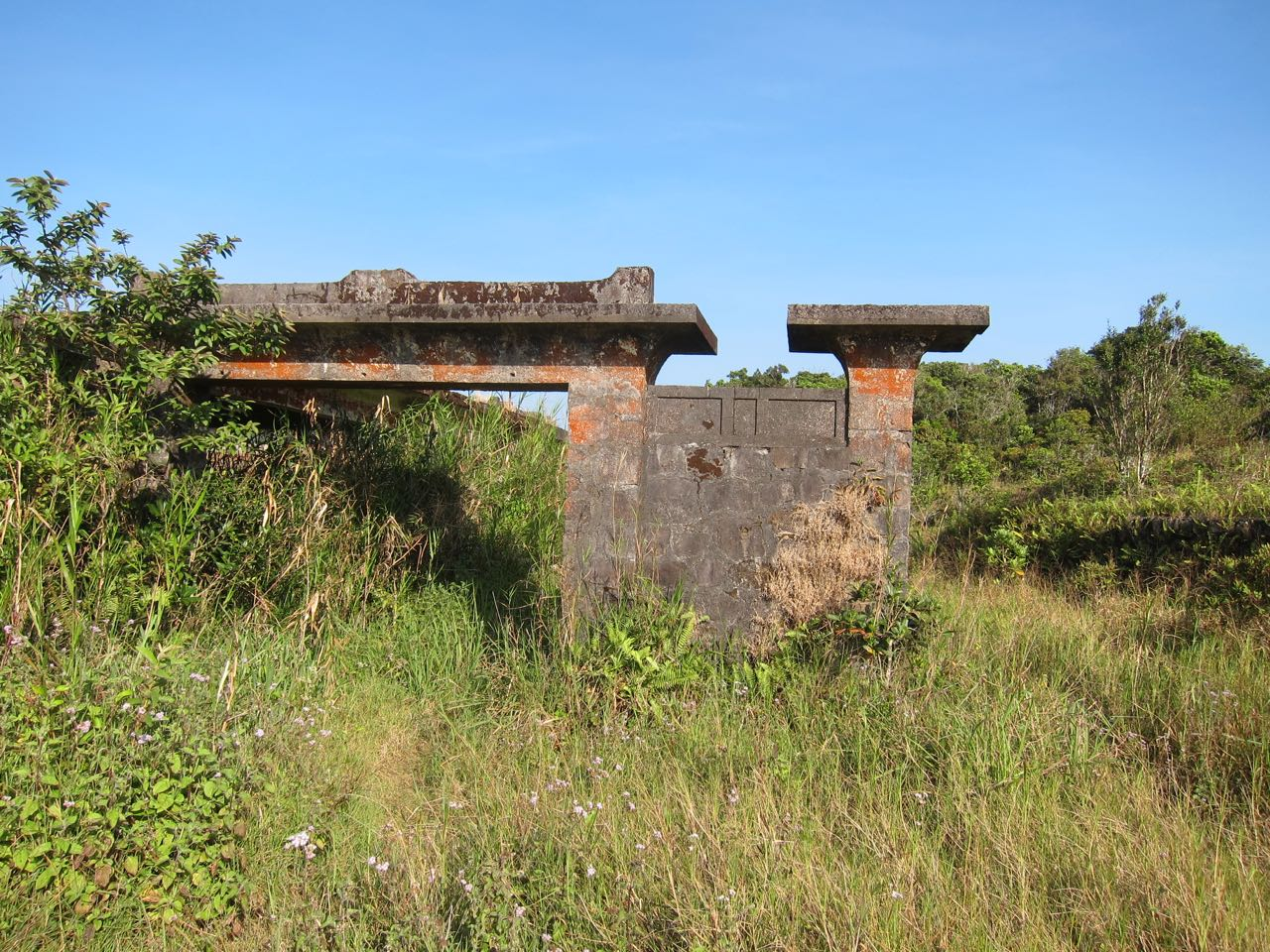
Villa royale de Norodom Sihanouk.

Norodom Sihanouk se fait construire un chalet avec parement de bois au kilomètre 22. Le palace, rouvert avec 22 chambres, est doté d'une annexe de quatre appartements. 
Une nouvelle piste de 6 km est tracée vers Popokvil où 10 bungalows à bas prix sont installés. 
Une nouvelle route à partir des rapides de Kamchay est entreprise, mais jamais terminée, afin de décongestionner la piste de 1919 toujours à sens unique. La circulation était alternée : le matin de 9 h à 13 h pour la montée, de 15 h à 17 h pour la descente. Un projet d'aéroport est même conçu, sans jamais être développé.

#### Les plantations du Bokor
Le Bokor possède aussi une fonction agricole, permettant grâce à son climat la culture des fruits et légumes des pays tempérés, ainsi qu'une plantation de thé, le tout sur une superficie de 113 hectares, qu'une prospection de l'époque évalue avec un potentiel de 4 000 hectares. 

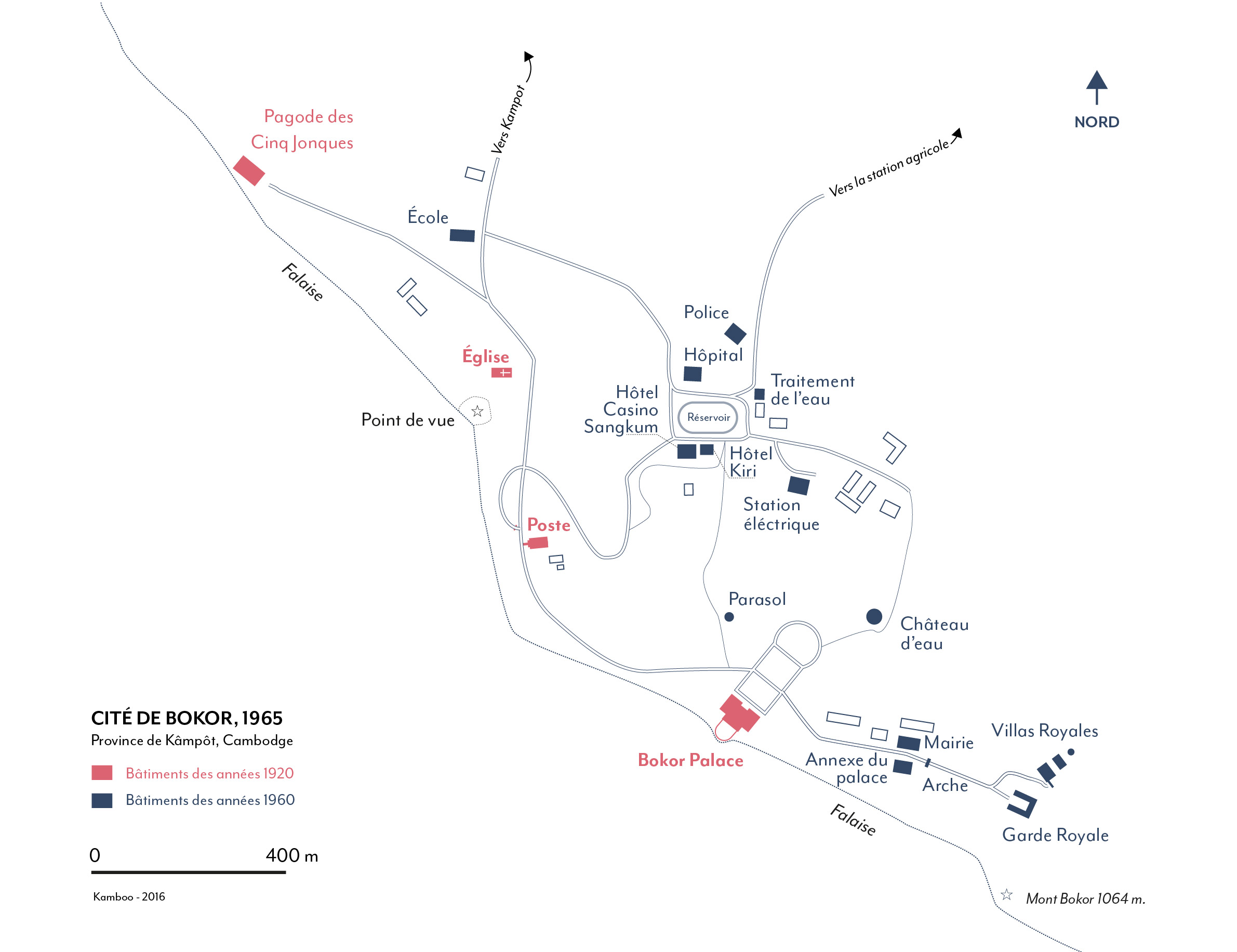
Plan de la cité de Bokor en 1965.

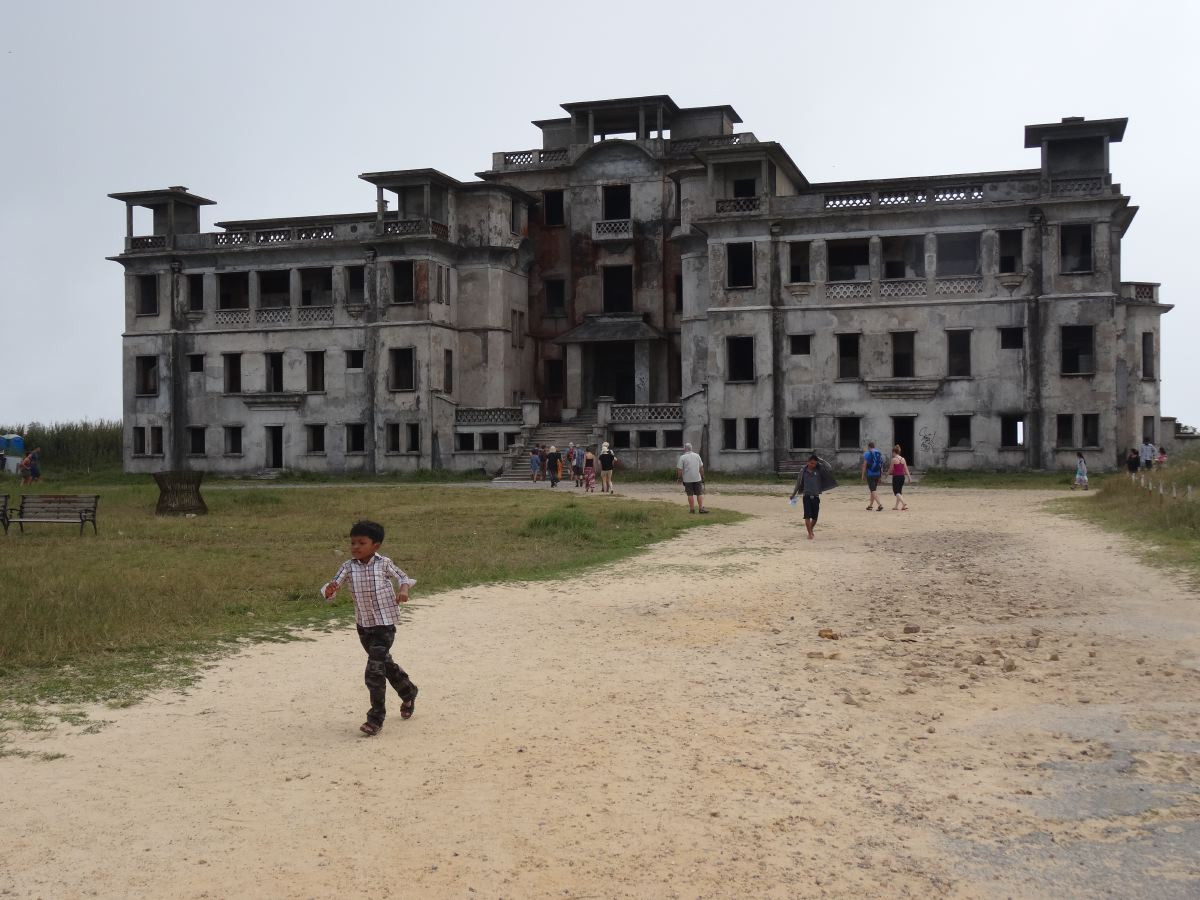
Façade nord du Bokor Palace Hotel.

#### Le casino du Bokor
C'est en 1962 seulement que fut ouvert un casino réservé aux étrangers dans un des deux nouveaux hôtels construits près du réservoir, l'Hôtel Sangkum. A cette occasion, un commissariat dévolu à la police des jeux est ouvert. La salle de jeu sera rapidement transférée, le 1er juin 1964, à la station balnéaire de Kep. Contrairement à une légende tenace, le palace n'a jamais été un casino. Un autre légende voudrait que des joueurs ruinés se soient suicidés en se précipitant du haut de la falaise. 

#### La rénovation de 1965
La route est coupée par les intempéries, le palace est fermé pendant plusieurs mois. Seuls subsistent les hébergements rustiques sans eau ni électricité de Popokvil. En 1965, la station est à nouveau rénovée. Les terrasses, les abords et la façade du palace sont restaurés. 

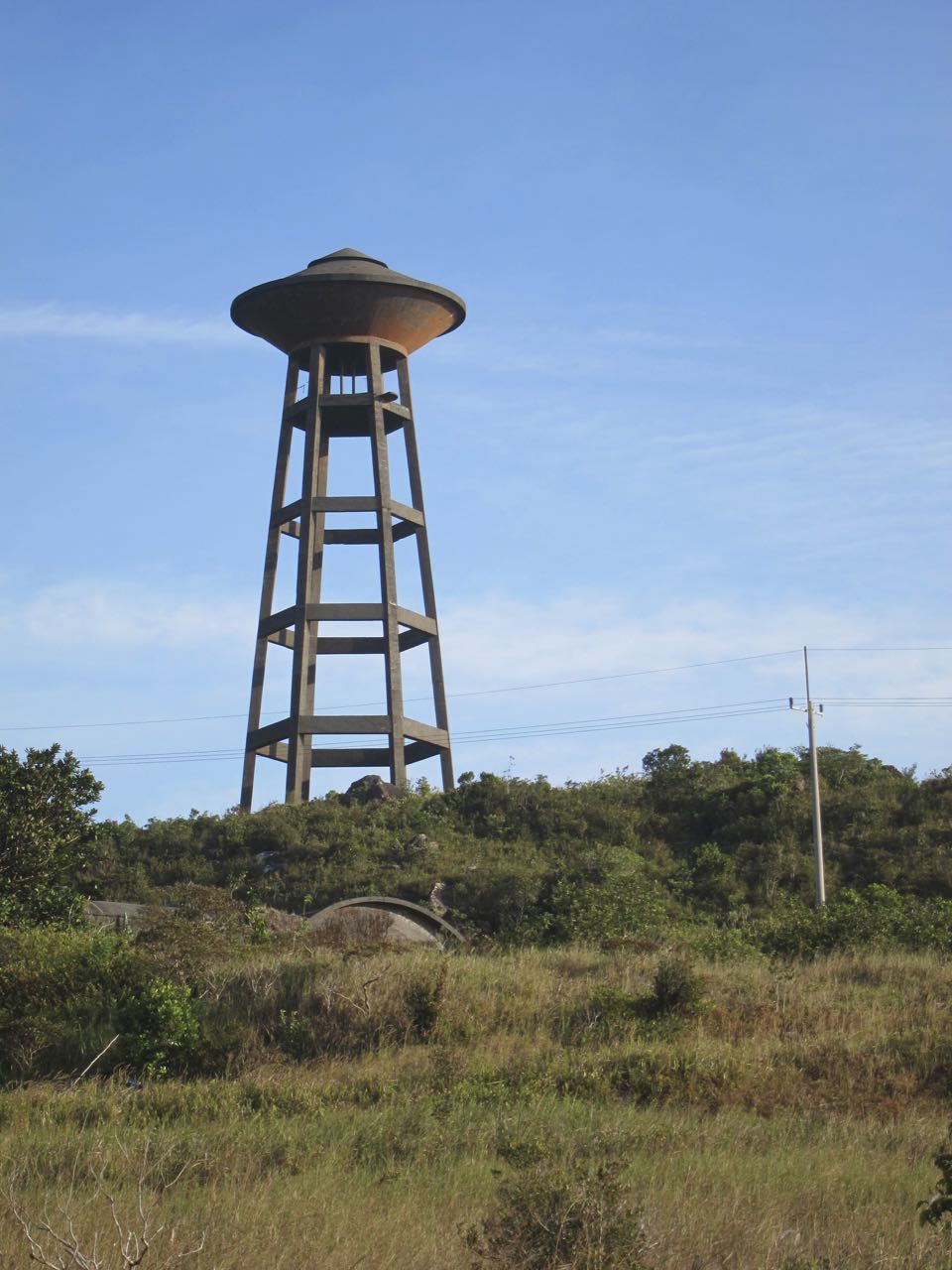
Le château d'eau des années 1960.

Le film de Norodom Sihanouk, Rose de Bokor tourné en 1969, est un témoignage visuel assez complet de l'état du Bokor dans les années 1960.

#### 1972, deuxième abandon
La station est fermée à la suite du coup d'État de 1970 qui renverse Sihanouk. En 1972, le site est abandonné pour la seconde fois lorsque des  troupes khmères rouges prennent le contrôle de cet emplacement stratégique. Lors de l'invasion vietnamienne de 1979, les partisans de Pol Pot se retranchent dans l'église catholique et tiennent leur position pendant plusieurs mois face aux Vietnamiens installés dans le bâtiment du palace. L'insécurité continue à régner. Au début des années 1990, le Mont Bokor est un des derniers bastions khmer rouge.

### Années 1990, réoccupation du Bokor
En 1993, un bataillon français de l’Autorité provisoire des Nations unies au Cambodge occupe le site et chasse les derniers rebelles. Une station de télécommunication est installée.
En 1997, une station de police est attestée sur le site. Les premiers touristes reviennent.

## De nos jours

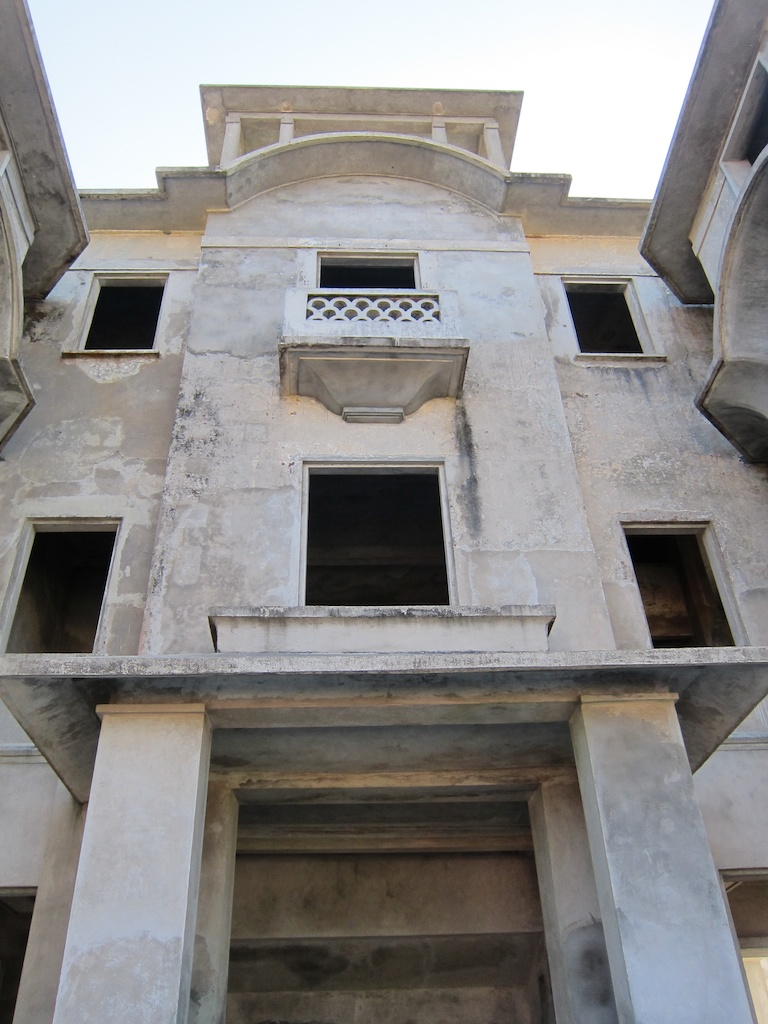
Entrée du palace.

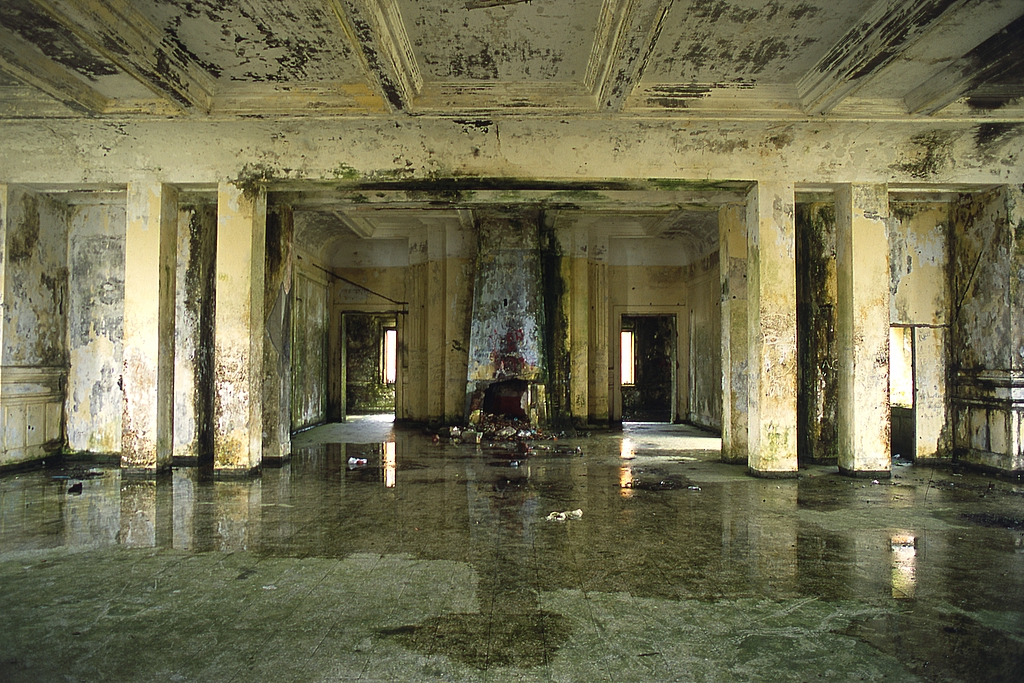
L'intérieur du Bokor Palace avant rénovation.

La plupart des bâtiments historiques sont toujours debout, à l'exception du bureau de poste, détruit en 2012.  
Le seul édifice historique encore en activité reste la pagode des Cinq Jonques. Le site appartient au gouvernement cambodgien mais il a été concédé pour 99 ans au groupe Sokimex qui a entrepris la rénovation de la route et de certains bâtiments historiques (le palace et la mairie) ainsi que la construction de nouveau édifices (hôtel, hôpital, restaurant, golf…). 

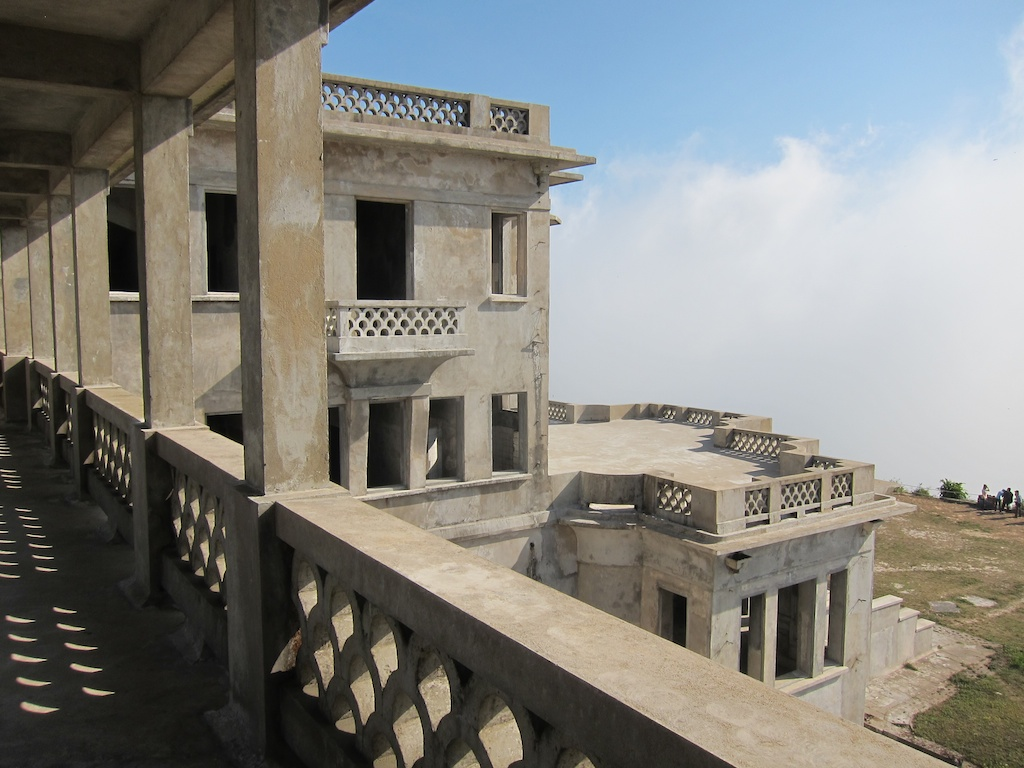
Le Bokor Palace en rénovation (2014)

Le projet a été lancé le 19 janvier 2008 pour une durée de 30 mois avec un coût de 21 millions de dollars US. Le Thansur Bokor Highland Resort a ouvert en 2012,. L'hôtel (dont les salles ont des proportions démesurées) est flanqué d'une pagode en style vietnamien flambant neuve (en octobre 2015). 
Le projet de développement est estimé à 1 milliard de dollars US pour les 15 prochaines années avec une expansion possible afin de créer une ville nouvelle dont les plans sont jusqu'alors inconnus.

## Transports

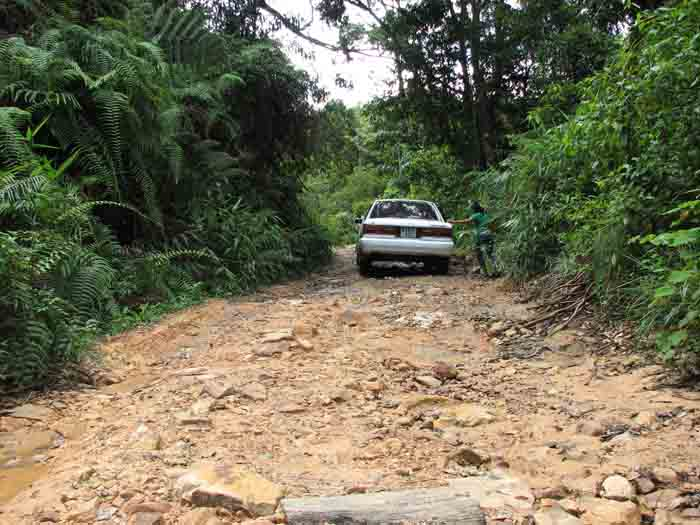
L'ancienne route du Bokor.

Le meilleur moyen de se rendre au Bokor est de louer un deux-roues motorisé dans la ville voisine de Kampot et de conduire soi-même. Se diriger vers l'ouest depuis Kampot sur la National Highway 3. À environ 8 km, trouver le panneau indiquant le Bokor sur la droite. S'enregistrer au poste de contrôle et suivre la route jusqu'au sommet. Une ferme d'autruches est installée à gauche après le poste de contrôle.

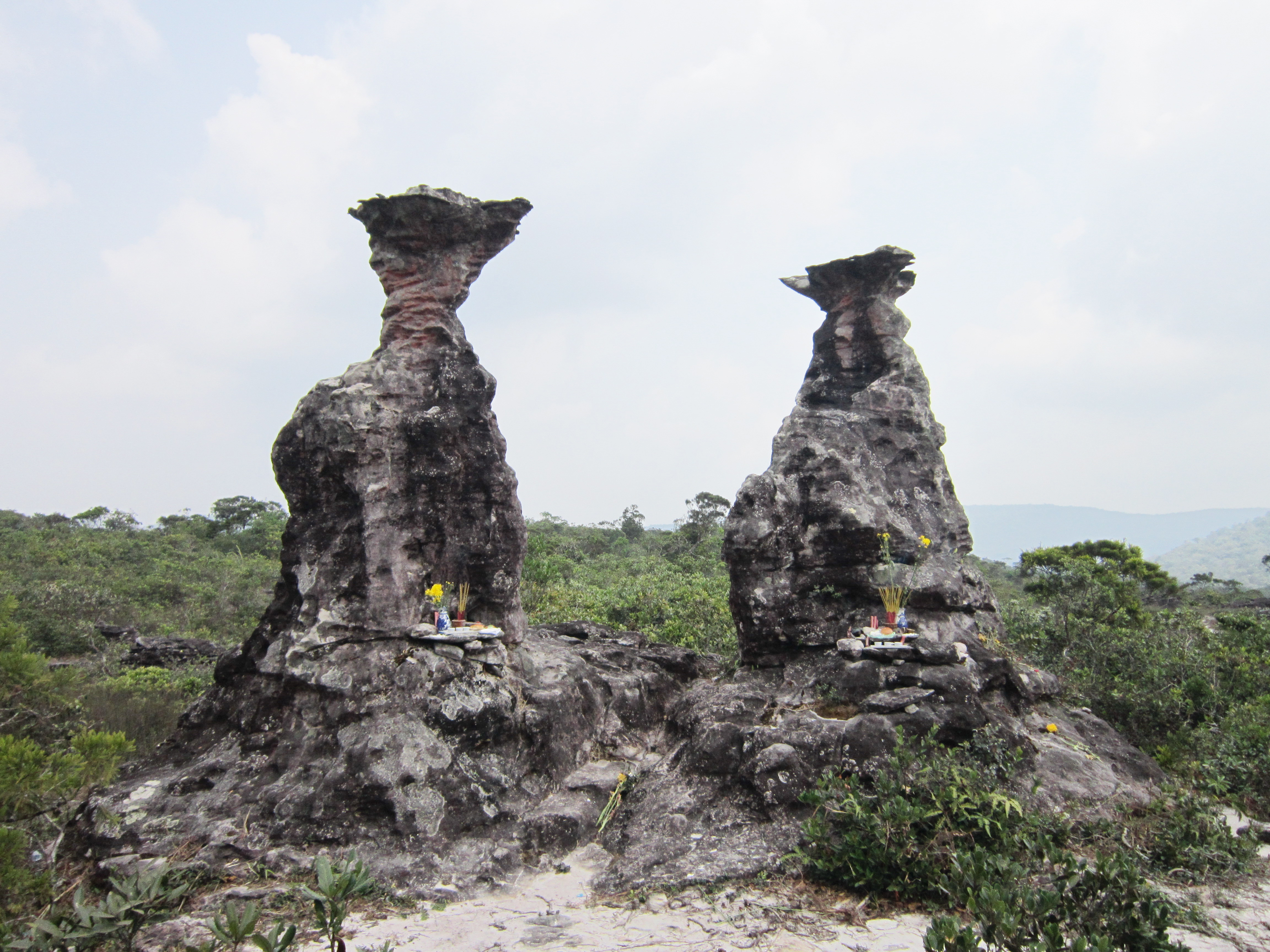
Les rochers étranges du Bokor.

Parcourir les 32 kilomètres jusqu'au sommet du Bokor à 1 080 mètres d'altitude sur l'ancienne route prenait 1 heure 30. Depuis 2012, la voie a été entièrement refaite et élargie. Un système de fascines et d'écoulement des eaux a été mis en place afin d'éviter les glissements de terrain.

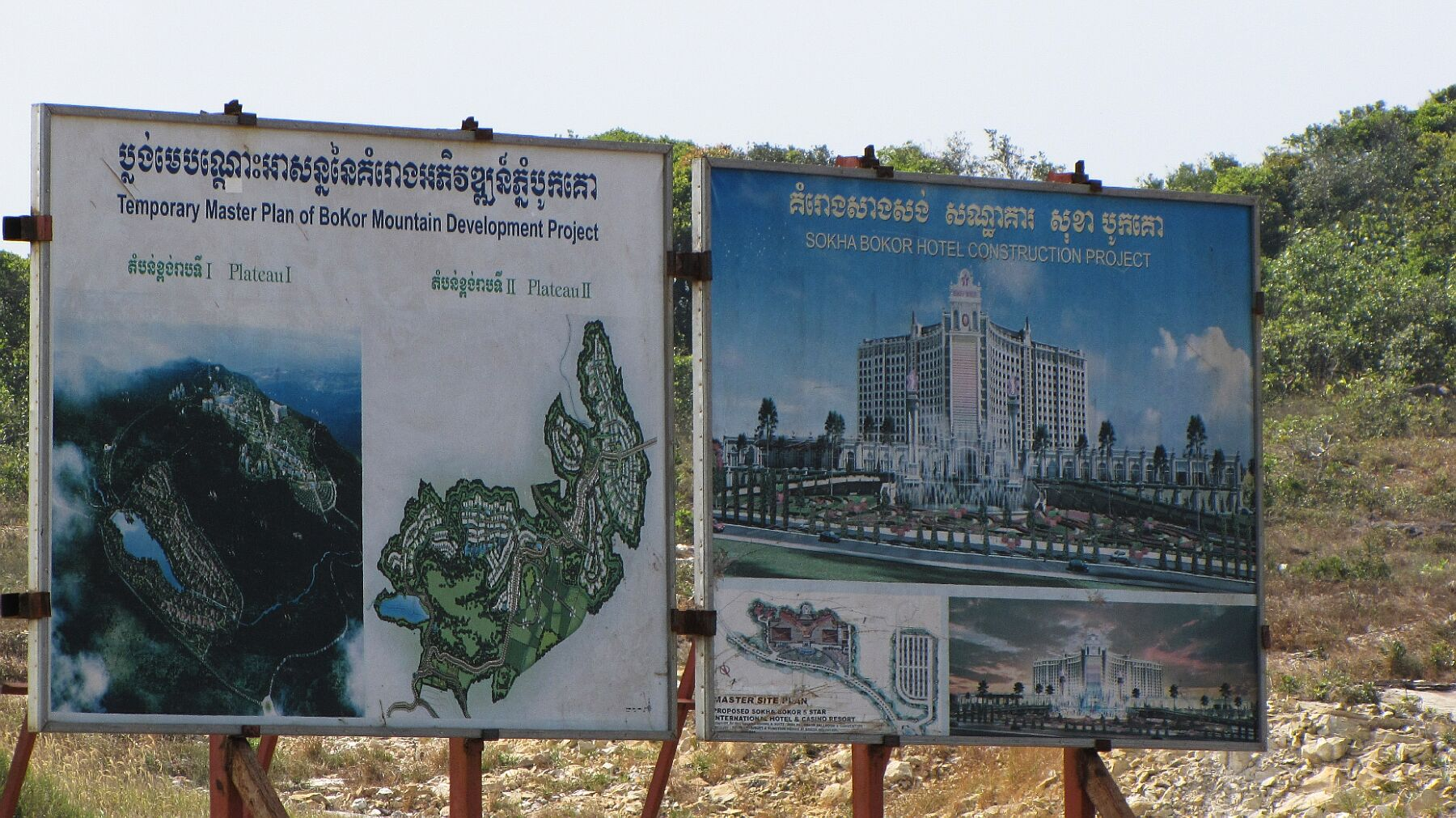
Projet de constructions en 2010.

En 2013 s'ouvrait un nouvel établissement de plusieurs centaines de chambres comprenant un casino. La construction de plusieurs centaines de villas était également en cours.